# Paul Bonhomme

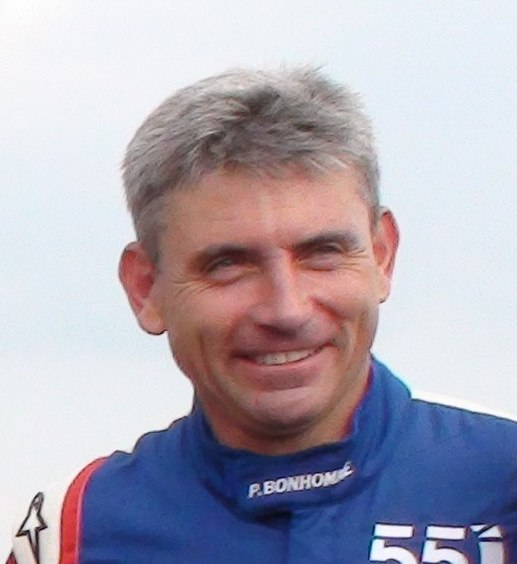
Paul Bonhomme

Paul Bonhomme (Cambridgeshire, 22 september 1964) is een Brits piloot en eigenaar/racepiloot van TEAM BONHOMME, de huidige wereldkampioen van de Red Bull Air Race World Series.
Bonhomme neemt sinds 2003 deel aan dit kampioenschap, waarin hij een record van dertig podiumfinishes in 44 races behaalde met elf overwinningen.